# Kwaya
Le kwaya ou ruri est une langue bantoue parlée en Tanzanie (par les Kwaya et les Ruri).